# Nikoloz Gilauri
Nikoloz "Nika" Gilauri (georgiska: ნიკოლოზ გილაური), född 14 februari 1975 i Tbilisi i Georgiska SSR i Sovjetunionen (nu Georgien), är en georgisk politiker. Han var Georgiens premiärminister från 2009 till 2012. Innan dess var han landets finansminister 2007–2009.